# Naoblaka
Naoblaka je pokrivenost neba oblacima bez obzira na njihovu vrstu i visinu. U meteorologiji, kada se procijeni koliki je dio neba zastrt oblacima, naoblaka se određuje brojčano: u desetinama (u klimatologiji) ili osminama (za potrebe prognoze vremena). Tako je 0 oznaka za potpuno vedro nebo, a 10 ili 8 znači nebo potpuno zastrto oblacima. Naoblaka je važan čimbenik u toplinskoj bilanci Zemlje: danju sprječava da izravno Sunčevo zračenje dopre do tla, a noću da tlo gubi toplinu. Gledano za cijeli svijet, naoblaka je veća nad morem nego nad kopnom, veća je na južnoj nego na sjevernoj polutki. Najmanja je naoblaka u područjima suptropskih anticiklona. Veća naoblaka u višim zemljopisnim širinama posljedica je razvoja pretežito stratusa, koji prekrivaju velike dijelove neba, dok se u ekvatorskim širinama najčešće razvijaju manji i međusobno razmaknuti kumulusi.

## Objašnjenje
U meteorologiji se vizualno ocjenjuje količina i vrsta naoblake, a instrumentalno (i vizualno) visina podnice oblaka te smjer i brzina gibanja oblaka. Tipovi i vrste oblaka određuje se prema definicijama u Atlasu oblaka Svjetske meteorološke organizacije.
Pod naoblakom se podrazumijeva stupanj naoblačenja ili pokrivenost neba oblacima. Naoblaka se izražava u desetinama i bilježi u cijelim brojevima od 0 do 10. Tako na primjer naoblaka 0 znači potpuno vedro nebo, a naoblaka 3 da su tri desetine neba pokrivene oblacima. Za potrebe sinoptičke meteorologije naoblaka se izražava u osminama. 
Visina podnice oblaka najčešće se određuje vizualno prema veličini oblačnih elemenata, odnosno prema visokim predmetima i brdima u bližoj i daljoj okolici motritelja. Instrumentalno mjerenje podnice oblaka obuhvaća mjerenje pomoću malih (plafonskih) balona, mjerenje odraza snopa svjetlosti od oblaka i mjerenje radarom. U prvom slučaju mjeri se vrijeme potrebno da balon poznate brzine dizanja (obično 100 m/min) dosegne podnicu oblaka. Telemetri mjere vrijeme dok okomito usmjereni kratkotrajni snop svjetlosti dosegne podnicu oblaka i dok se njegov odraz vrati na osjetljivu fotoćeliju. Najmodernije izvedbe takvih instrumenata koriste se laserskim zrakama, a visina se podnice oblaka registrira na pisalu i pokazuje na digitalnom pokazivalu. 
Za mjerenje smjera i brzine gibanja oblaka služe nefoskopi. To su ravna ogledala, promjera 200 milimetara, s ugraviranom podjelom na koncentrične krugove. Mjerenjem pomaka slike dijela oblaka od jednog do drugog kruga u ogledalu ocjenjuje se ne samo smjer gibanja oblaka već i njegova relativna brzina. 

## Zemljina ravnoteža Sunčevog zračenja
Zemljina ravnoteža Sunčevog zračenja ili bilanca energije zračenja u sustavu Sunca i Zemlje je ravnoteža koja objašnjava da u sustavu atmosfere i Zemlje postoji uravnotežena bilanca Sunčevog zračenja. Kad ne bi bilo prirodne ravnoteže između primitka i gubitka energije zračenja, nastupili bi poremećaji i promjena klime, što bi moglo ugroziti život na Zemlji. U dalekoj prošlosti bilo je velikih promjena klime, kad su nastupila ledena, odnosno međuledena doba, ali uzroci tih promjena nisu se mogli do sada jednoznačno odrediti.

### Insolacija
Insolacija je trajanje obasjavanja Suncem (Sunčevo zračenje), osunčanje ili osunčavanje, to jest vrijeme u kojem je neko mjesto na Zemlji izravno ozračeno Sunčevim zrakama. Razlikuje se stvarno osunčavanje, koje ovisi o otvorenosti obzora (horizonta), duljini vidljivoga dijela dana i naoblaci, te astronomski moguće osunčavanje, koje se može izračunati uz pomoć Sunčeve deklinacije i zemljopisne širine promatranoga mjesta. U Hrvatskoj najviše sati osunčavanja imaju mjesta na srednjem i južnom Jadranu (godišnje približno 2 700 sati), dok se prema unutrašnjosti godišnje osunčavanje smanjuje približno do 2 000 sati. Planinski predjeli su ljeti oblačniji, a zimi vedriji od nizinskih predjela, pa im je i trajanje insolacije različito. Valja napomenuti da godišnja moguća (teorijska) insolacija iznosi od 4 460 sati na jugu do 4 470 sati na sjeveru naše zemlje. To Sunčevo zračenje sadrži najviše od emitirane energije u obliku kratkovalnog zračenja i svjetla. Samo jedan dio kratkovalnog zračenja dospijeva do Zemljine površine, a preostali dio energije se reflektira (albedo), rasipa ili ju upije atmosfera. Dok zračenje površine Zemlje nazivamo dugovalno zračenje Zemlje koja je dugovalna i tamna. Izražava se brojem sati sijanja Sunca nad nekim mjestom tijekom godine.

### Raspršenje svjetlosti
Raspršenje svjetlosti, difuzna refleksija ili difuzija svjetlosti je raspršivanje svjetlosti na razne strane.
Pada li svjetlost na hrapavu površinu, nastat će nepravilna refleksija. Svjetlost tu udara na svaki dio plohe pod drugim kutom, pa se odbija u različitim pravcima. Takva je hrapava površina jednako osvijetljena i ne bliješti u očima. Svjetlost koja dolazi kroz prozor u sobu raspršava se na zidovima, pa je cijela soba rasvijetljena, a ne samo dio nasuprot prozoru. Sunčeva se svjetlost raspršava na kapljicama oblaka i magle, pa za oblačnih i maglovitih dana svjetlost dolazi sa svih strana, i predmeti ne bacaju oštre sjene. Uopće, predmeti na koje pada difuzna svjetlost nema oštrih sjena.